# 松曳き
松曳き（まつひき）は古典落語の演目。別題に粗忽大名（そこつだいみょう）、主従の粗忽（しゅじゅうのそこつ）。

## 概要
粗忽者を題材したものでも代表的な噺であり、得意とした演者に2代目三遊亭小圓朝がいる。
粗忽ものを得意とした7代目立川談志は、「イリュージョン落語」と称する自らの表現の追求のため、殿さまが（存在しない）自分の姉の死をことさらに悲しむ、という描写を加えたと述べている。談志は自著『人生、成り行き―談志一代記』のなかで、落語は、「弱い人間の業」を「肯定してくれてる」ものではないかと自問自答し、さらにつづけて「イリュージョンこそが人間の業の最たるものかもしれません。そこを描くことが落語の基本、もっと言や、芸術の基本だと思うようになった」と述べている。

## あらすじ
ある所に、そそっかしい殿様がおり、その家老（用人）の三太夫もまたかなりの粗忽者であった。ある日、江戸屋敷で殿様が庭の赤松の位置を変えたいと三太夫に相談する。この松は先代が植えて、命の次に大事にしていたものであり、それが成長して月を隠してしまうために、池端に移したいということであった。しかし、枯らしてしまっては先代に申し訳が立たないとして、そこで三太夫は「餅は餅屋」の格言通り、植木屋に頼むべきだと進言する。
そこで屋敷に呼ばれた植木屋であったが、三太夫は殿様の前では言葉を丁寧にするよう厳命する。そのため、そのような物言いに慣れない植木屋は全ての名詞・動詞に「御～たてまつる」をつけるなどし、かえって言葉が通じなくなってしまう。それでも最終的には、松を枯らさずに植え替えられると知って殿様は大喜びする。そして殿様は無礼講として庭で植木屋と酒宴を催す。
そんな中、三太夫に国元から早馬で書状が届く。読めば「国表において御殿様姉上様、御死去」とあり、慌てて殿様に報告に行く。殿様も驚き、いつ亡くなったのかと聞けば、三太夫は急ぎ大事と考え読み飛ばしたと言い、改めて書状を確認すると言って、使者の元へ戻る。使者に書状を出すよう頼むと、貴殿の懐に入っていると教えられるなど、相変わらずのそそっかしさを見せながら、三太夫は落ち着いて書状全文を読む。そこで「国表において御貴殿様姉上様、御死去」、すなわち殿様ではなく、名宛人である三太夫の姉が亡くなったことを伝える書状だと気づく。その場で三太夫は、申し訳が立たないといって慌ただしく切腹しようとしたため、慌てて使者がまずは殿様に報告するべきだと言って押し止める。
三太夫から話を聞いた殿様は激怒し、いくら粗忽者といえ今回の失態は許されるものではないとして切腹を申し付ける。三太夫は親愛なる姉の死による悲しみや、死なねばならなくなった無念さから落涙しつつ、覚悟を決め、いざ切腹しようとしたところで殿様が止めに入る。なぜ止めるのかという三太夫に殿様は言う。
「よう考えてみれば、余に姉はなかった」